# Deadly Skies
Deadly Skies (br:Força de Impacto ) é um filme realizado em co-produção por Estados Unidos e Canadá, do ano de 2005, do gênero ficção científica, dirigido por Sam Irvin.

## Enredo
Uma cientista mundialmente conhecida, a dra. Madison Kelsey, descobre um asteróide gigante que ruma para a terra. Como o único meio de detectar este corpo celeste é através de cálculos matemáticos que só podem ser feitos por um programa em seu computador, nenhuma autoridade oficial lhe dá crédito. Faltando poucas horas para o impacto ela procura por Richard Donovan, um ex-militar que pode ajudá-la a usar o laser que está em uma base militar secreta e, assim, salvar o mundo do desastre iminente.

## Elenco
- Antonio Sabato Jr........Richard Donovan
- Rae Dawn Chong.......Madison Taylor
- Michael Boisvert.......Tenente Mark Lewis
- Dominic Zamprogna.......Hockstetter
- Michael Moriarty.......General Dutton
- Rob LaBelle.......Dr. Michael Covington
- Hrothgar Mathews.......Secretário de imprensa
- Doron Bell.......Guarda Stevens
- Kirby Morrow.......Guarda Carmichael
- Sean Whale.......Motorista de ônibus
- Terri Anne Welyki.......Nadadora #1
- Holly Eglington.......Nadadora #2
- Jerry Cowan.......Velho francês
- Chris Kalhoon.......Policial